# Helt galen i dig
"Helt galen i dig" är en sång av Tomas Ledin från 2002. Den finns med på hans sjuttonde studioalbum Hela vägen (2002), men utgavs också som singel samma år.
Singeln tog sig inte in på den svenska singellistan. Den inkluderas senare på Ledins livealbum I sommarnattens ljus (2003). 2010 spelades den in av dansbandet Date på albumet Här och nu! (2010). Ledins version av låten fanns med i filmen Grabben i graven bredvid (2002).

## Låtlista
1. "Helt galen i dig"
2. "Lata dagar glider förbi"
3. "Helt galen i dig" (musikvideo)

### Fotnoter
1. 1 2  ”Tomas Ledin”. Svensk mediedatabas. http://smdb.kb.se/catalog/search?q=Tomas+Ledin&x=0&y=0. Läst 18 januari 2013.
2. ↑  ”Helt galen i dig”. Hitparad. http://hitparad.se/showitem.asp?interpret=Tomas+Ledin&titel=Helt+galen+i+dig&cat=s. Läst 18 januari 2013.
3. ↑  ”"Helt galen i dig"”. Svensk Filmdatabas. http://sfi.se/sv/svensk-filmdatabas/Item/?type=MUSIC&itemid=8130. Läst 18 januari 2013.